# Adria Santana
Adria Santana (Las Tunas, 29 de agosto de 1948 - La Habana, 30 de septiembre de 2011) fue una actriz cubana, destacada en especial en el teatro.
Formada en la Escuela Nacional de Arte, pronto se incorporó a la compañía Teatro Estudio de La Habana donde permaneció veinte años. Trabajó junto a los directores Héctor Quintero, Armando Suárez del Villar, Berta Martínez, Carlos Díaz o Jorge Alí Triana. Fueron destacadas sus interpretaciones de Medea, Bernarda en La Casa de Bernarda Alba, Lalita en Contigo, pan y cebolla, Camila en Santa Camila de La Habana Vieja, la obra cubana Vagos rumores en la que Santana consideró que le "desarrolló como actriz" y, en especial, sus trabajos con Abelardo Estorino, con el que debutó en el teatro como Belisa (La discreta enamorada, de Lope de Vega), del que era considerada su actriz "fetiche". Con ocasión de su fallecimiento, Estorino manifestó:

Estábamos acostumbrados a trabajar juntos. Confiaba mucho en ella como actriz y como persona. Donde ella estaba, todo quedaba garantizado por su sutileza, su sensibilidad y su inteligencia. No sé si podré seguir haciendo teatro sin Adria.

En el cine trabajó, entre otras, en las películas Polvo Rojo (1982), Jíbaro (1984), Isla Negra (1995) y Casa Vieja (2010).
Trabajó en el Teatro Repertorio Español en Nueva York donde fue galardonada con el Premio de la Asociación de Cronistas de Espectáculo de la ciudad (1997) y en el Festival Internacional del Monólogo de Miami (2001). Entre sus distinciones en Cuba se encontraban el Premio Nacional Omar Valdés de la Unión de Escritores y Artistas de Cuba y la Medalla Alejo Carpentier, del Consejo de Estado de Cuba.